# Lüblow
Lüblow és un municipi a l'estat alemany de Mecklemburg-Pomerània Occidental, al districte de Ludwigslust-Parchim i l'amt de Ludwigslust-Land.
A la fi del 2013 tenia 591 habitants. a una superfície de 21,42 quilòmetres quadrats. El riu Rögnitz hi neix en absorbir el riu-font Beck, a Neu Lüblow, un barri situat al sud del poble.

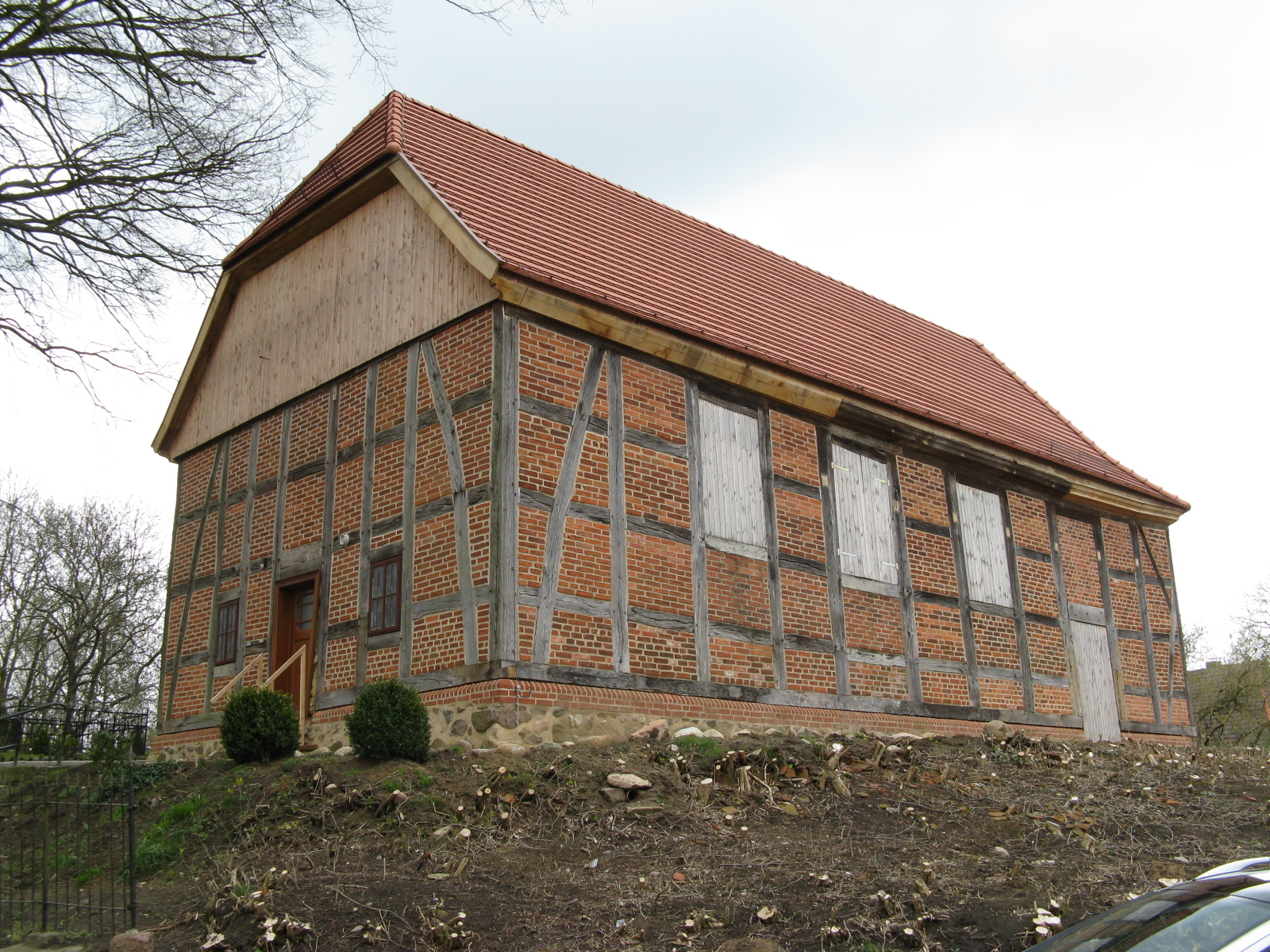
Església d'entramat de fusta del 1738

El primer esment escrit data del 1246. L'església gòtica va ser reemplaçada el 1738 per un temple modest sense torre d'una nau, fet d'entramat de fusta que va ser restaurat el 2006. L'antiga escola del 1832 serveix com edifici comunitari i d'arxiu d'història local. La línia ferroviària, estrenada el 1888, va ser modernitzada i automatitzada, i el poble continua tenint una connexió regular per la línia R2 Wismar-Berlín-Cottbus amb una parada senzilla de dues andanes sense personal. L'estació va ser desafectada el 2013 i l'edifici venut a una empresa privada.